# إميل تودوروف
إميل تودوروف هو لاعب كرة قدم بلغاري في مركز الهجوم، ولد في 16 مارس 1975 في بورغاس في بلغاريا. لعب مع نادي بيروي ستارا زاغورا ونادي تشيرنو مور فارنا ونادي سبارتاك بليفين.

## وصلات خارجية
- إميل تودوروف على موقع قاعدة بيانات كرة القدم.إي يو (الإنجليزية)